# بریژیت یاگو
بریژیت  یاگو انریکه (اسپانیایی: Brigitte Yagüe‎؛ زادهٔ ۱۵ مارس ۱۹۸۱) تکواندوکار اهل اسپانیا است.
وی در مسابقات کشوری و بین‌المللی در مجموع برندهٔ ۳ مدال طلا، ۳ مدال نقره، ۱ مدال برنز شده‌است.